# Sierra Dorotea
La sierra Dorotea (comúnmente llamado cerro Dorotea) es una cadena montañosa situada 20 km al noreste de Puerto Natales, al norte de las llanuras de Diana en la Región de Magallanes, Chile. Sus faldas son boscosas y alcanza alcanza una altitud de hasta 905 m.: 304  De sus faldas nacen los ríos Casas Viejas y Natales.
Tiene la apariencia de un único cerro de gran tamaño, pero es en realidad una antigua sierra de 80 millones de años. En la sierra se han efectuado varios descubrimientos paleontológicos, incluyendo fósiles de mosasaurios y plesiosaurios, solo comparables a los hallazgos de la cercana sierra Baguales y el valle del río de las Chinas-cerro Guido. También es un destino turístico, donde se realizan cabalgatas y excursionismo hacia su cima, donde existe un mirador con vistas a la ciudad de Puerto Natales, el fiordo Última Esperanza y el golfo Almirante Montt.